# Карасу (імені Шиганак Берсієва сільський округ)
Карасу́ (каз. Қарасу) — село у складі Уїльського району Актюбінської області Казахстану. Входить до складу сільського округу імені Шиганак Берсієва.
Населення — 106 осіб (2021; 251 у 2009, 215 у 1999, 318 у 1989).